# Municipio Pueblo Nuevo (Durango)
Koordinaten: 23° 12′ N, 105° 10′ W
Pueblo Nuevo ist ein Municipio im Südwesten des mexikanischen Bundesstaats Durango. Das Municipio Pueblo Nuevo hat etwa 49.000 Einwohner und eine Fläche von 6.960,7 km². Verwaltungssitz und größter Ort des Municipios ist El Salto.

## Geographie
Das Municipio Pueblo Nuevo liegt im Süden des Bundesstaats Durango auf einer Höhe zwischen 100 m und 3400 m. Es zählt zur Gänze zur physiographischen Provinz der Sierra Madre Occidental sowie zu hydrologischen Region Presidio–San Pedro. Die Geologie des Municipios wird nahezu ausschließlich von rhyolithischen Tuffen bestimmt; Bodentyp von 58 % des Municipios ist der Leptosol, gefolgt von 28 % Luvisol. Etwa 95 % der Gemeindefläche sind bewaldet, 3 % dienen als Weidefläche.
Das Municipio Pueblo Nuevo grenzt an die Municipios San Dimas, Durango und Mezquital sowie an die Bundesstaaten Nayarit und Sinaloa.

## Bevölkerung
Beim Zensus 2010 wurden im Municipio 49.162 Menschen in 10.348 Wohneinheiten gezählt. Davon wurden 3.511 Personen als Sprecher einer indigenen Sprache registriert, darunter 3.148 Sprecher des Tepehuano de Durango. Etwa 6,6 % der Bevölkerung waren Analphabeten. 14.626 Einwohner wurden als Erwerbspersonen registriert, wovon ca. 78 % Männer bzw. 4,3 % arbeitslos waren. Knapp ein Viertel der Bevölkerung lebte in extremer Armut.

## Orte
Das Municipio Pueblo Nuevo umfasst 302 bewohnte localidades, von denen der Hauptort sowie La Ciudad vom INEGI als urban klassifiziert sind. Drei Orte wiesen beim Zensus 2010 eine Einwohnerzahl von über 1000 auf, weitere  28 Orte hatten zumindest 200 Einwohner. Die größten Orte sind:
| Ort                                   | Einwohner |
| El Salto                              | 24.241    |
| La Ciudad                             | 02.601    |
| San Bernardino de Milpillas Chico     | 01.296    |
| San Jerónimo                          | 00.915    |
| El Mil Diez                           | 00.896    |
| Mesa de San Pedro                     | 00.771    |
| Estación Coyotes (José María Morelos) | 00.668    |
| Llano Grande de Milpillas Chico       | 00.627    |
| San Francisco de Lajas (Lajas)        | 00.610    |
| La Peña                               | 00.601    |
| Chavarría Nuevo                       | 00.506    |